# Светлое Озеро (Высокогорский район)
 Светлое Озеро  — посёлок в Высокогорском районе Татарстана. Входит в состав Семиозерского сельского поселения.

## География
Находится в северо-западной части Татарстана на расстоянии приблизительно 13 км на запад-северо-запад по прямой от районного центра посёлка Высокая Гора.

## История
Основан в 1930-х годах. C момента основания в составе Казанского пригородного (до 1938), Юдинского (1938—1958), Высокогорского (1959—1963), Зеленодольского укрупнённого (1963—1965) и вновь Высокогорского (с 1965) районов Татарской АССР (Республики Татарстан). На низшем административном уровне входил в Шигалинский (до 1959) и Семиозёрский (с 2005 года сельское поселение) сельсоветы.

## Население
Постоянных жителей было в 1938 году — 56, в 1958 — 45, в 1970 — 30, 1 в 2002 году (чуваши 100 %), 1 в 2010.